# Конк
Конк (фр. Conques) је насељено место у Француској у региону Миди Пирене, у департману Аверон.
По подацима из 2011. године у општини је живело 269 становника, а густина насељености је износила 8,82 становника/km².

## Демографија
| 1962. | 1968. | 1975. | 1982. | 1990. | 2011. |
| ----- | ----- | ----- | ----- | ----- | ----- |
| 529   | 479   | 420   | 404   | 362   | 269   |